# Aeshna isoceles
Aeshna isoceles è una piccola libellula che si trova in Europa, principalmente intorno al Mediterraneo e nelle pianure del Nord Africa. Il suo nome comune è dragone occhiverdi (green-eyed hawker). In Gran Bretagna è una specie rara e locale ed è conosciuta come Norfolk hawker (libellula di Norfolk). Ha un colore marrone con occhi verdi e ali chiare e anche un segno triangolare giallo sul secondo segmento addominale che ha dato origine al suo nome scientifico. Un tempo faceva parte del genere Anaciaeschna in quanto presenta diverse differenze rispetto agli altri membri del genere Aeshna. Il suo nome specifico è spesso scritto isoscele. 

## Identificazione
A. isoceles è uno dei soli due hawkers marroni presenti in Europa, l'altro è A. grandis. Entrambi hanno un torace e un addome marroni ma A. isocele ha gli occhi verdi e le ali chiare e un segno triangolare giallo diagnostico sul secondo segmento addominale. Le ali posteriori hanno un disegno ambrato alla base. Al contrario A. grandis ha ali giallastre e occhi bluastri. L'occhio verde di A. isocele si distingue anche in volo e in pratica non è difficile distinguere queste due libellule. Oltre alle differenze morfologiche A. isoceles è in volo molto prima di A. grandis. 

## Distribuzione e habitat
A. isoceles si trova in Europa centrale e in tutto il Mediterraneo e, nelle pianure del Nordafrica. È più comune nell'Europa orientale che nell'Europa sud-occidentale; si trova in Spagna e Portogallo ma è locale. 
Si trova in zone umide, stagni, fossati e paludi, con una fitta vegetazione e, in studi condotti in Inghilterra, è stato visto essere associata con il soldato d'acqua (Stratiotes aloides). 

## Comportamento

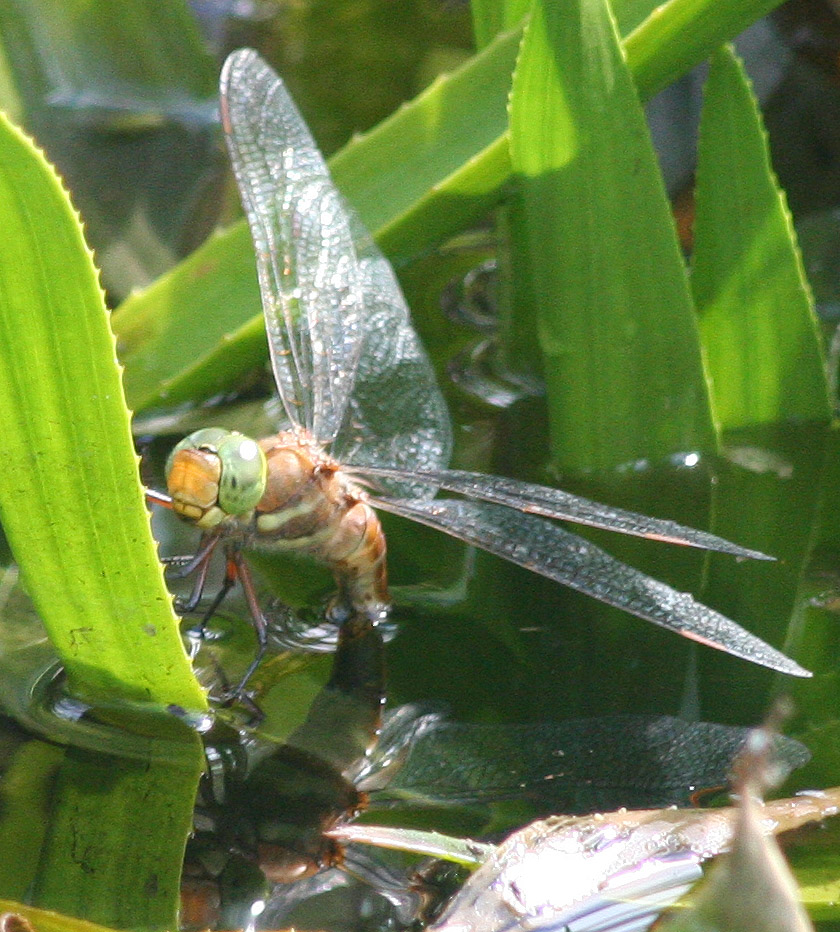
Deposizione delle uova femminile

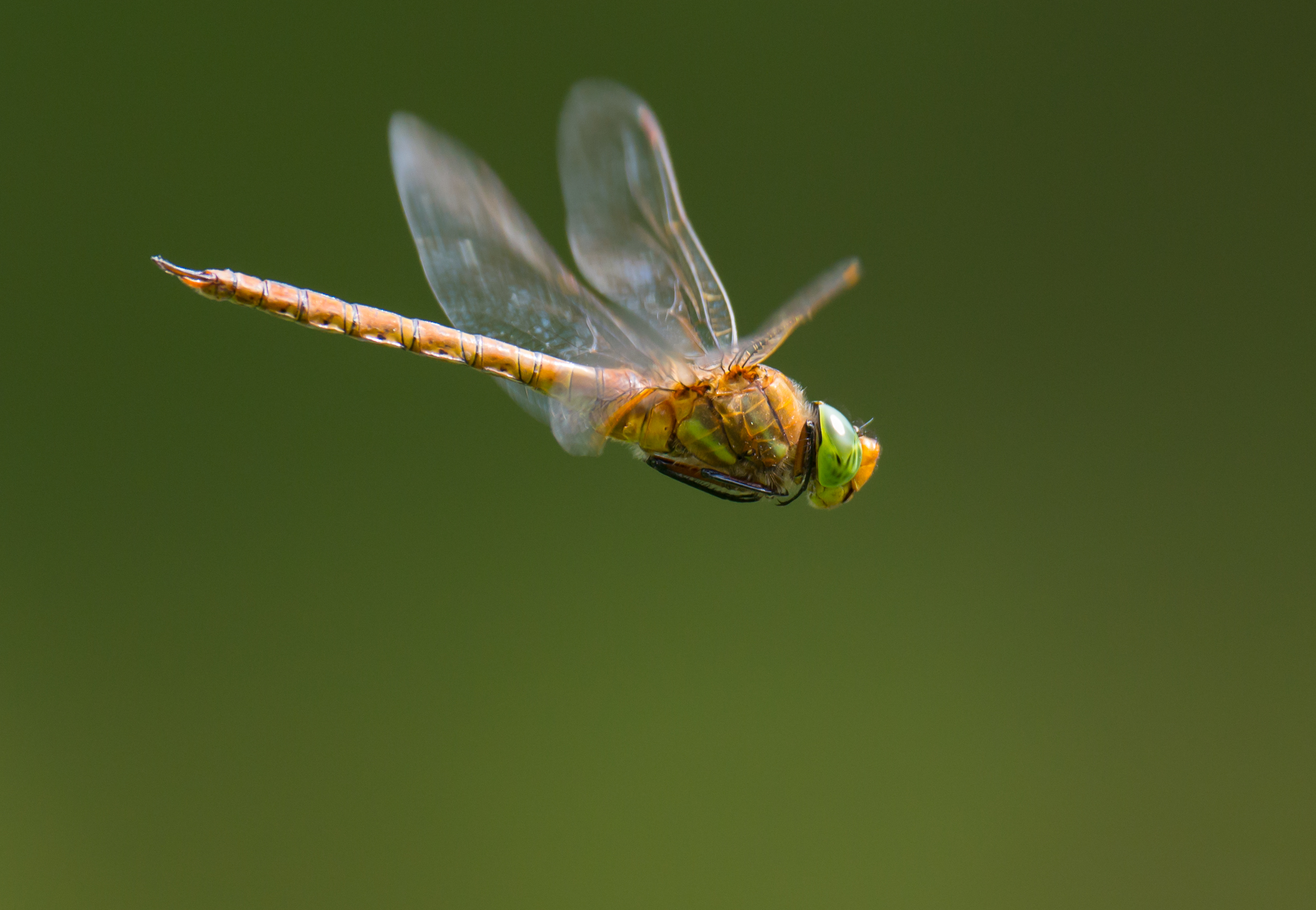
Maschio in volo

È una delle prime libellule Aeshna a volare con un periodo di volo da maggio ad agosto. Gli adulti non trascorrono molto tempo in volo come gli altri Aeshnas. I maschi volano su uno specchio d'acqua a difesa di un territorio e se lo stagno è piccolo il maschio si librerà sopra il centro dello stagno. A differenza di altre aeshnas, in cui gli adulti sembrano essere continuamente in volo vagando su e giù sul loro territorio, gli A. isoceles maschi vanno di tanto in tanto a riposare sulla vegetazione. Le femmine posano le uova sulle piante che si schiudono in circa 2 settimane. Lo sviluppo larvale dura 2 anni. 

## Sistematica
Questa specie è stata descritta per la prima volta come Libellula quadrifasciata, var. 36. isocele di Muller nel 1764. Da allora è stato chiamato Aeshna rufescens e Aeshna chysophthalmus e più recentemente isoceli di Anaciaeschna. È con questo cognome che viene citato in molti libri. Da allora è stato incluso nel genere Aeshna e in molti libri si chiama Aeshna isocele: tuttavia il nome specifico originale era isoscele. Dijkstra e Lewington (2006) e Boudot JP., et al. (2009) entrambi lo chiamano Aeshna isoceles mentre Askew, RR (2004) e libri precedenti, lo chiamano Aeshna isosceles.